# Tratado Anglo-Etíope de 1897

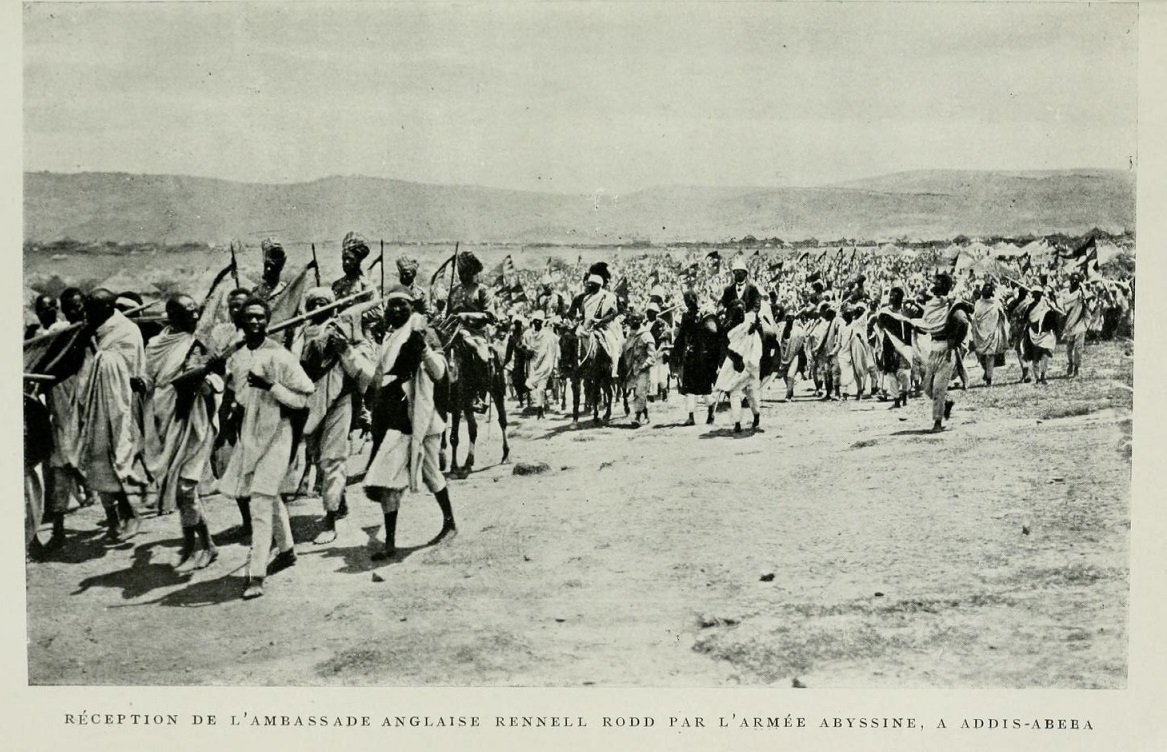
Chegada da missão Rennell Rodd a Adis Abeba.

O Tratado Anglo-Etíope de 1897 (às vezes chamado de Tratado Rodd) foi um acordo negociado entre o diplomata Sir Rennell Rodd do Reino Unido da Grã-Bretanha e Irlanda e o imperador Menelique II da Etiópia envolvendo principalmente questões fronteiriças entre a Etiópia e a Somalilândia Britânica. Foi assinado em 14 de maio de 1897 com o objetivo de “fortalecer e tornar mais eficaz e proveitosa a amizade entre os dois reinos”, segundo o seu preâmbulo.
O tratado consistia em vários artigos, incluindo:
- Artigo I: permitiu que os súditos da Etiópia e da Somalilândia Britânica tivessem plena liberdade no que diz respeito ao comércio entre si.
- Artigo II: definiu as fronteiras geográficas entre a Etiópia e a Somalilândia Britânica.
- Artigo III: especificava manter aberta a rota de caravanas entre Harar e o porto colonial de Zeila.
- Artigo IV: a Etiópia concedeu à Grã-Bretanha direitos favorecidos em relação a direitos e impostos de importação.
- Artigo V: permitiu a importação de equipamento militar pela Etiópia através da Somalilândia Britânica.
- Artigo VI: tratou dos problemas relativos aos mahdistas sudaneses.

Este tratado foi um dos vários relativos às fronteiras da Etiópia que foram negociados e assinados nos dez anos que se seguiram à vitória etíope na Batalha de Adwa.
A fronteira definida neste tratado não foi demarcada até 1932, em resposta ao desejo de Ras Tafari Makonnen, que manifestou durante a sua visita à Europa em 1924, de demarcar todas as fronteiras da Etiópia. E.H.M. Clifford explica que "as negociações para este fim prosseguiram lentamente, mas no geral com segurança, e no final de 1930 atingiram a fase de preparativos definitivos; mas a Comissão de Fronteiras só se reuniu efectivamente em 8 de Janeiro de 1932, em Berbera." Posteriormente, Clifford participou da demarcação subsequente, que se estendeu desde a fronteira ítalo-britânica demarcada em 1929-1930 em 9° N, 44° L, a oeste até o ponto de tríplice fronteira onde as fronteiras da Somalilândia Francesa encontravam a Etiópia e a Somalilândia Britânica. Clifford descreve o terreno e o trabalho de demarcação, com um mapa, num artigo que apresentou à Sociedade Geográfica em 1935, embora tenha omitido qualquer menção ao acontecimento mais significativo deste projecto - o Incidente ítalo-etíope de Walwal.

## Conteúdo
Versão em inglês do tratado:
Sua Majestade Vitória, pela graça de Deus, Rainha da Grã-Bretanha e Irlanda, Imperatriz da Índia, e Sua Majestade Menelique II, pela graça de Deus, Rei dos Reis da Etiópia, desejosos de fortalecer e tornar mais eficaz e rentável o antiga amizade que existiu entre seus respectivos reinos; Sua Majestade a Rainha Vitória nomeou como seu Enviado Especial e Representante de Sua Majestade o Imperador Menelique II, James Rennell Rodd, Esq., Companheiro da Mais Distinta Ordem de São Miguel e São Jorge, cujos plenos poderes foram encontrados no devido e forma adequada, e Sua Majestade o Imperador Menelique, negociando em seu próprio nome como Rei dos Reis da Etiópia, eles concordaram e concluem os seguintes Artigos, que serão vinculativos para eles próprios, seus herdeiros e sucessores:
Artigo I. Os súditos ou pessoas protegidas por cada uma das Partes Contratantes terão plena liberdade de ir e vir e exercer comércio nos territórios da outra, gozando da proteção do Governo sob cuja jurisdição se encontram; mas é proibido aos bandos armados de qualquer um dos lados atravessar a fronteira do outro sob qualquer pretexto, sem autorização prévia das autoridades competentes.
Artigo II. As fronteiras do Protetorado Britânico na Costa da Somália reconhecidas pelo Imperador Menelique serão determinadas posteriormente por troca de notas entre James Rennell Rodd, Esq., como Representante de Sua Majestade a Rainha, e Ras Maconen, como Representante de Sua Majestade o Imperador Menelique, em Harrar. Estas notas serão anexadas ao presente Tratado, do qual farão parte integrante, logo que tenham recebido a aprovação das Altas Partes Contratantes, enquanto se aguarda a manutenção do status quo.
Artigo III. A rota das caravanas entre Zeyla e Harrar, passando por Gildessa, permanecerá aberta em toda a sua extensão ao comércio de ambas as nações.
Artigo IV. Sua Majestade, o Imperador da Etiópia, por um lado, concede à Grã-Bretanha e às suas colónias, no que diz respeito aos direitos de importação e aos impostos locais, todas as vantagens que pode conceder aos súbditos de outras nações.
Por outro lado, todo o material destinado exclusivamente ao serviço do Estado Etíope deverá, a pedido de Sua Majestade o Imperador, ser autorizado a passar gratuitamente pelo porto de Zeyla para a Etiópia.
Artigo V. É autorizado o trânsito de armas de fogo e munições destinadas a Sua Majestade o Imperador da Etiópia pelos territórios dependentes do Governo de Sua Majestade Britânica, observadas as condições prescritas pela Ata Geral da Conferência de Bruxelas, assinada no 2º de julho de 1890.
Artigo VI. Sua Majestade o Imperador Menelique II, Rei dos Reis da Etiópia, compromete-se perante o Governo de Sua Majestade Britânica a fazer tudo o que estiver ao seu alcance para impedir a passagem através dos seus domínios de armas e munições para os Mahdistas, a quem ele declara serem os inimigos do seu Império. O presente Tratado entrará em vigor assim que a sua ratificação por Sua Majestade Britânica for notificada ao Imperador da Etiópia, mas entende-se que as prescrições do Artigo VI entrarão em vigor a partir da data da sua assinatura.
Em fé do que Sua Majestade Menelique II, Rei dos Reis da Etiópia, em seu próprio nome, e James Rennell Rodd, Esq., em nome de Sua Majestade Vitória, Rainha da Grã-Bretanha e Irlanda, Imperatriz da Índia, assinaram o presente Tratado, em duplicado, redigido de forma idêntica nas línguas inglesa e amárica, sendo ambos os textos considerados oficiais, e com os seus selos apostos.
Feito em Adis Abeba, em 14 de maio de 1897.
(Assinado) James Rennell Rodd.
(Selo de Sua Majestade o Imperador Menelique II.)